# Infirmerie

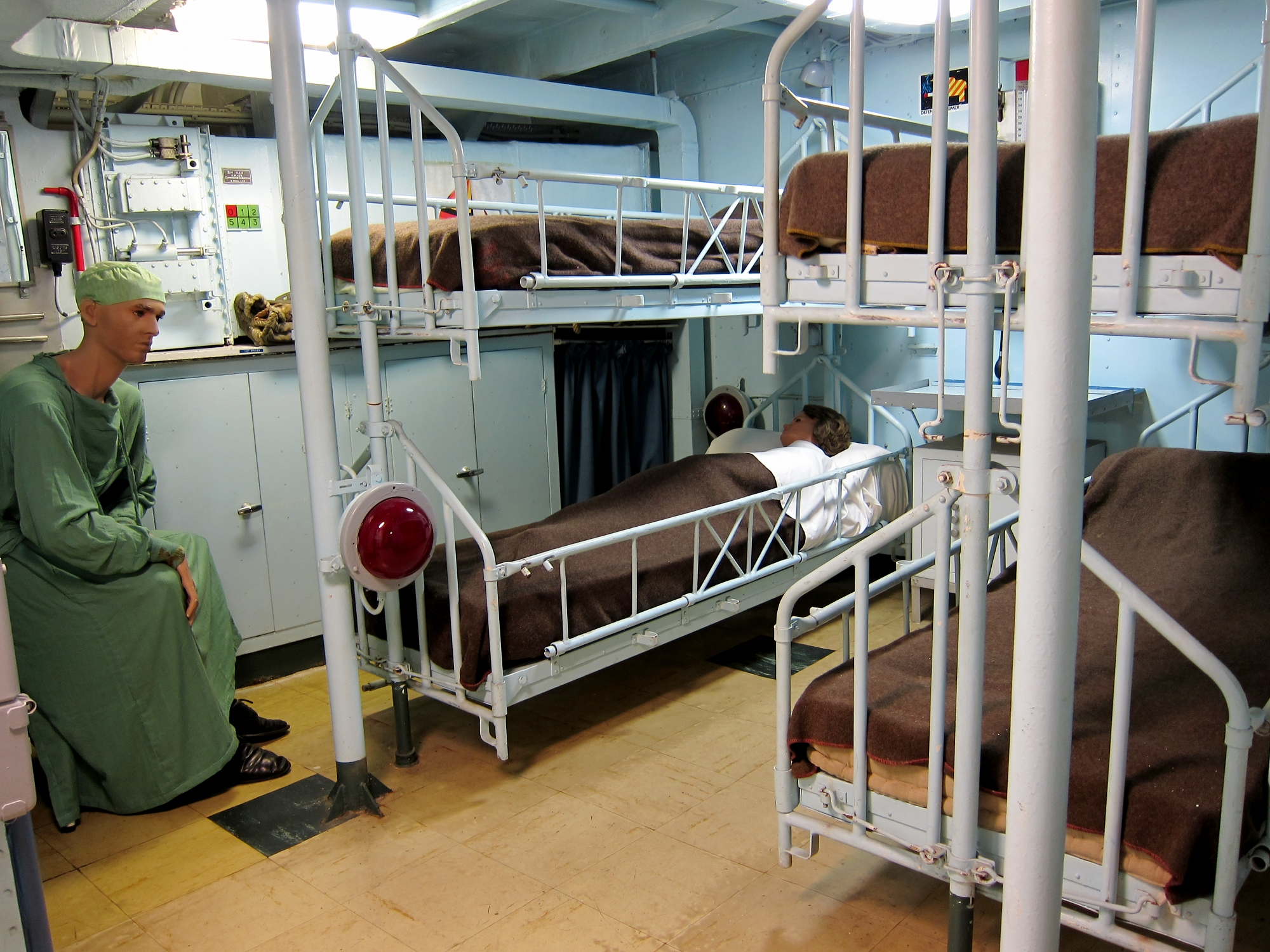
L'infirmerie du navire Maillé-Brézé à Nantes (France)

Une infirmerie est un endroit où sont dispensés des soins pratiqués par des infirmiers ou des infirmières.
Ce lieu est, en général, situé dans un bâtiment et à proximité d'activité réunissant un personnel suffisamment nombreux.
Il existe toutefois des infirmeries mobiles par nature (bateau) ou temporaires.
Ces dernières sont installées lors de grands rassemblements de personnes (manifestations, spectacles, sports) ainsi que sur les lieux d'un sinistre ou d'une catastrophe. Elles sont souvent mises en place par la Croix-Rouge ou les services de sécurité civile.
Les armées organisées disposent également d'infirmeries de campagne déployées sur le terrain des conflits ou des manœuvres militaires.   